# Neues Schloss (Meersburg)

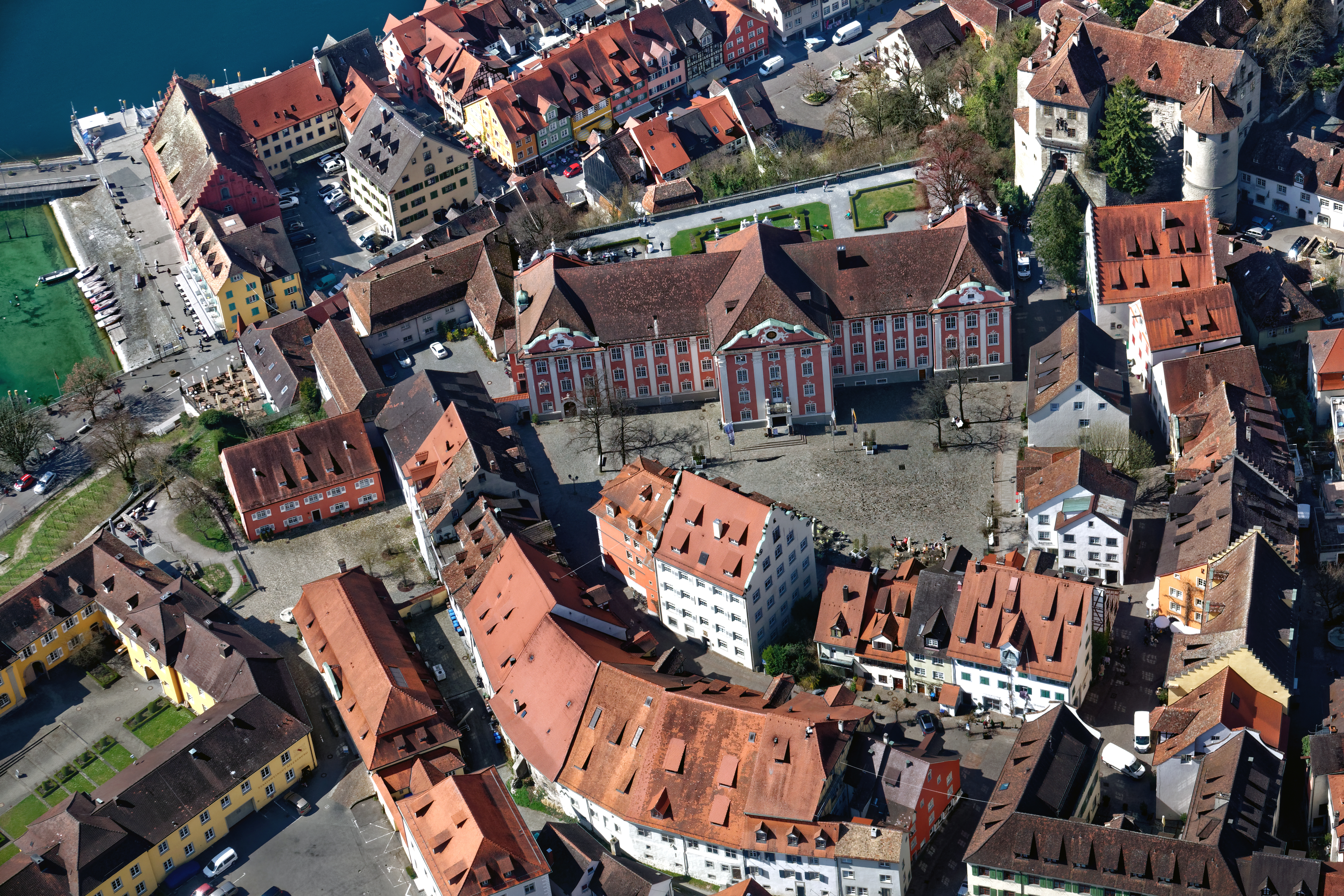
Schlossplatz und Neues Schloss Meersburg

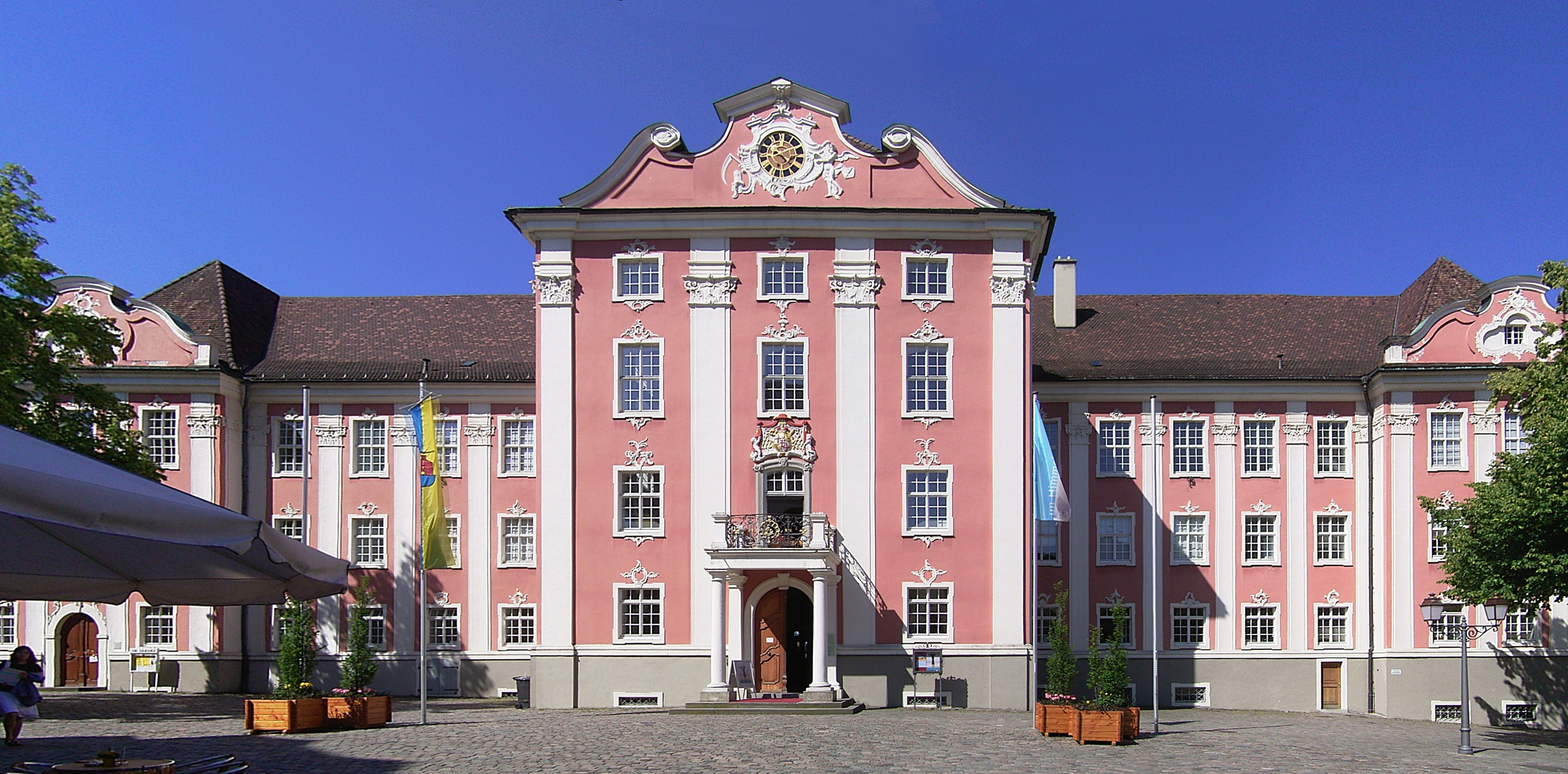
Rokoko-Fassade vom Schlossplatz aus

Das Neue Schloss Meersburg war von 1750 bis zur Aufhebung des Bistums 1803 die Residenz der Fürstbischöfe von Konstanz.

## Baugeschichte

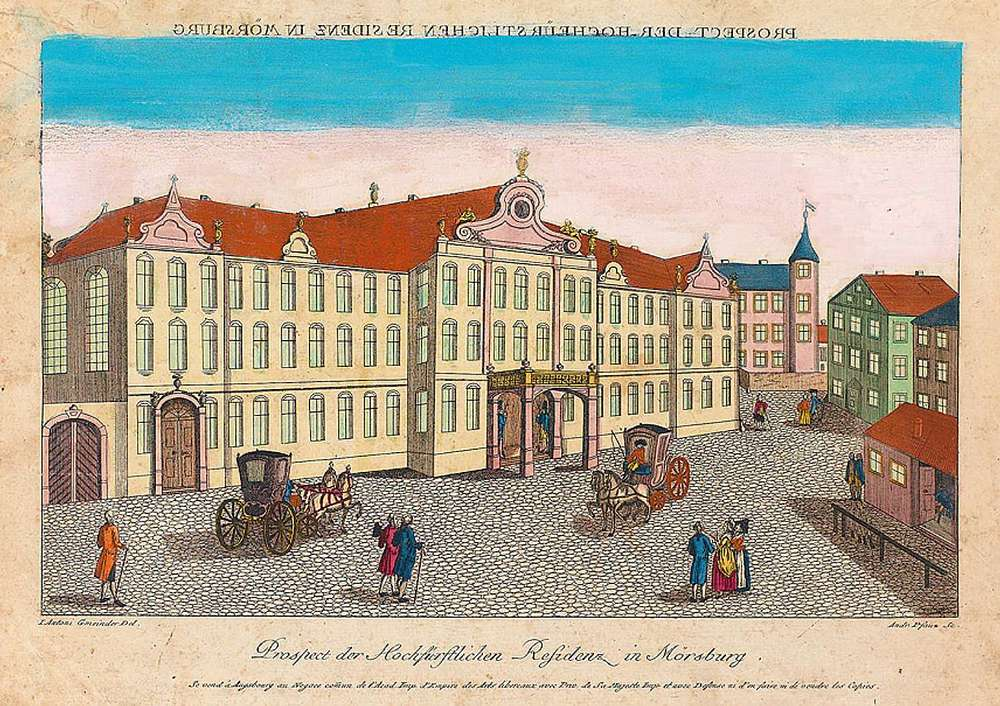
Guckkastenbild Neues Schloss Meersburg um 1780

1710 wurde unter Bischof Johann Franz Schenk von Stauffenberg durch den Baumeister Christoph Gessinger mit dem Bau am „Neuen Bau“ begonnen. Der Rohbau, der schon die späteren Ausmaße zeigte, wurde bis 1712 fertiggestellt.
In der Folgezeit unterblieb allerdings der repräsentative Ausbau, das Gebäude wurde als Kanzleigebäude verwendet. Es enthielt zwar bereits im Obergeschoss die Folge von repräsentativen Appartements, die für eine fürstliche Residenz unabdingbar waren, allerdings war seltsamerweise der Bau eines ebenso repräsentativen Treppenhauses unterblieben.
Mit dem Regierungsantritt Kardinal Damian Hugos von Schönborn, der bereits Bischof in Speyer war und dort das Bruchsaler Schloss hatte erbauen lassen, wurde ab 1740 das bestehende Gebäude den Erfordernissen einer Residenz angepasst, indem der Baumeister Johann Georg Stahl aus Bruchsal nach Plänen von Balthasar Neumann ein repräsentatives Treppenhaus einfügte.
1741 bis 1743 folgte der Einbau der Schlosskapelle, ebenfalls nach dem Entwurf von Balthasar Neumann, die Ausstattung ist das Werk des Freskenmalers Gottfried Bernhard Göz aus Augsburg (1708–1774) und des Stuckateurs Joseph Anton Feuchtmayer (1696–1770).
Ab 1759 bis 1762 wurde durch Fürstbischof Kardinal Franz Konrad von Rodt unter der Leitung Franz Anton Bagnatos als Baumeister erneut umgebaut: Die baufällige Treppe musste erneuert werden, die barocke Fassade zum Schlossplatz erhielt durch Vergrößerung der Fenster und Stuckierung der Fenster-Umrahmungen sowie durch Neugestaltung der geschwungenen Giebel-Aufsätze ein zeitgemäßeres Erscheinungsbild im Stil des Rokoko. Im Jahr 1763 wurde eine Hauptwache gebaut.
Die Innenausstattung des Schlosses ist das Werk des kurmainzischen Hofmalers Giuseppe Appiani (1706–1785) und des Stuckateurs Carlo Luca Pozzi (1734–1812). Von Appiani stammen das Deckenbild im Treppenhaus „Verherrlichung des Fürstbischofs und des Hochstifts“ (1761) und im Festsaal „Die Verehrung der göttlichen Vorsehung“ (1762).

## Außenanlagen

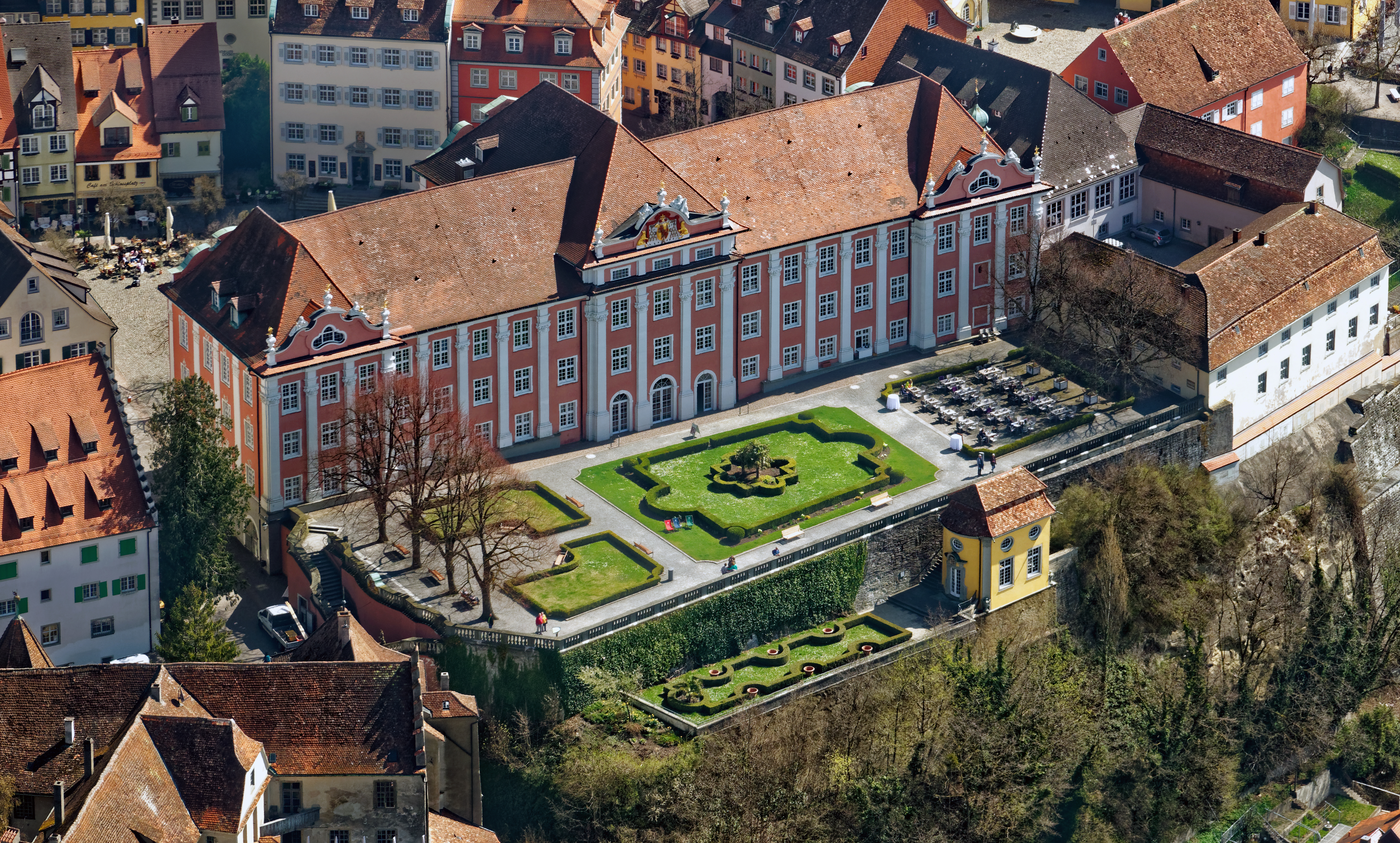
Garten und neues Schloss (Seeseite) nebst Teehaus

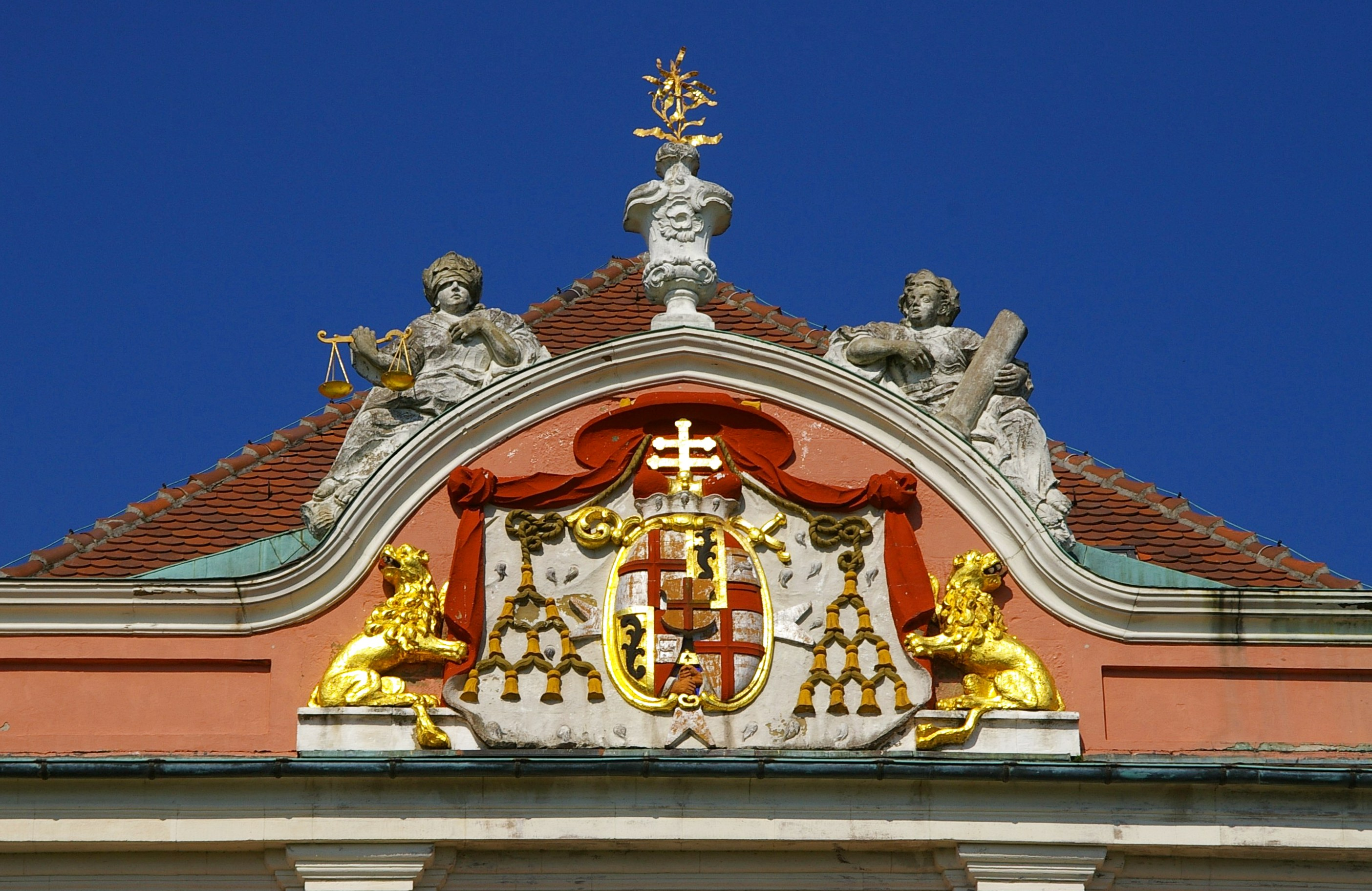
Wappen Seeseite

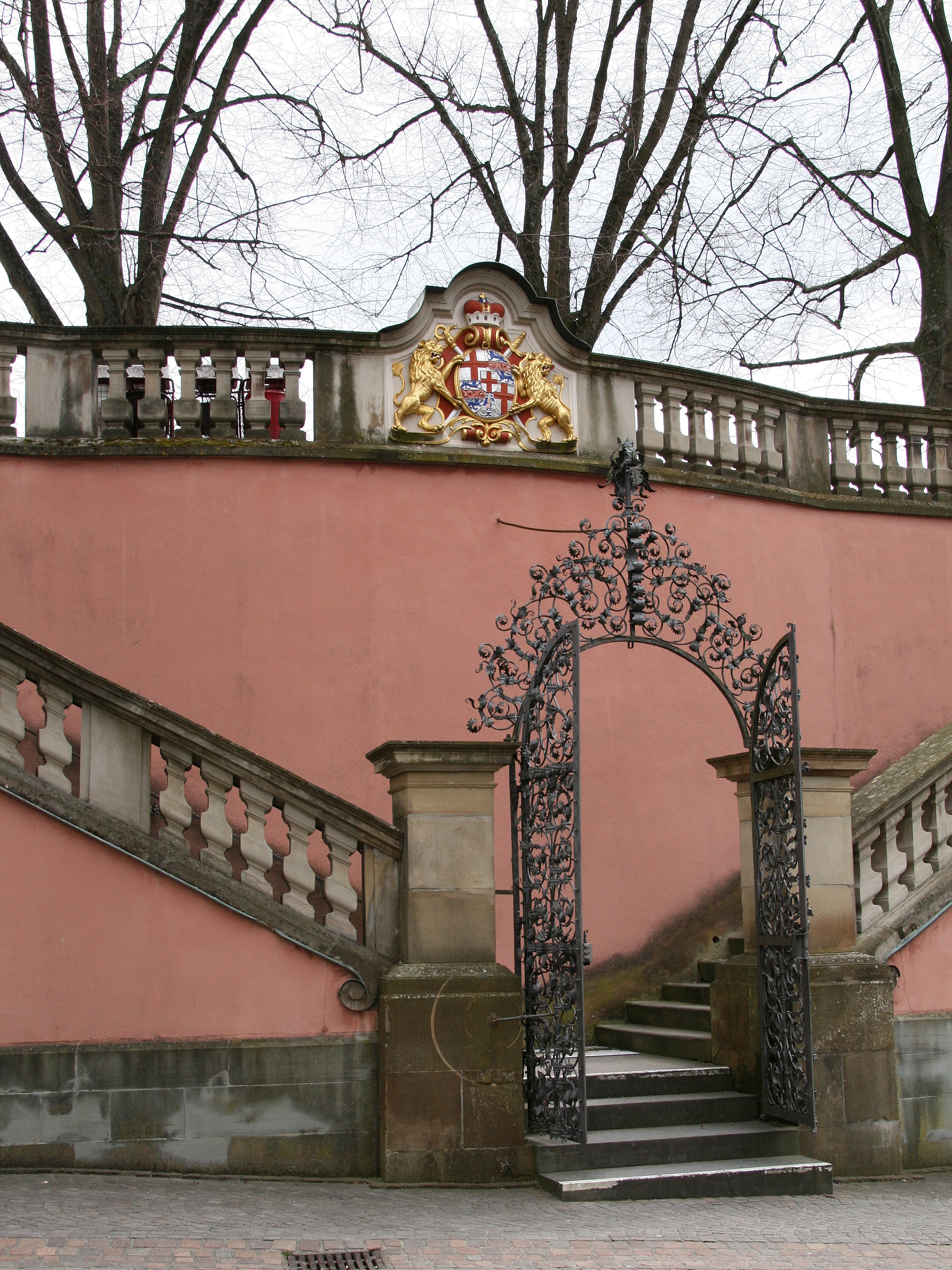
Seitlicher Treppenaufgang von der Burg Meersburg zum Neuen Schloss (Meersburg)

Das Schloss hat nach Süden zur Seeseite hin eine Barockfassade. Davor liegt die Gartenterrasse, von der man einen guten Blick auf die Stadt, den Fähr- und Schiffsbetrieb sowie das schweizerische Ufer des Bodensees hat. Die Terrasse ist vom Erdgeschoss des Schlosses aus zu erreichen, aber auch durch einen seitlichen Treppen-Aufgang, der mit einem schmiedeeisernen Tor verziert ist. Dieser befindet sich kurz vor der Eingangsbrücke zum Alten Schloss und ist in architektonischer Trompe-l’œil-Manier gestaltet: Nur die linke Treppe führt zur Terrasse.
Leicht unterhalb der Gartenterrasse befindet sich, noch auf dem Molassefelsen über der Unterstadt, ein nahezu ovales Teehaus, das dem Publikum nur bei Sonderführungen zugänglich ist, mit dem Sinnspruch: Omnia Tempus habent (Alles hat seine Zeit).
Auf der nördlichen Seite zur Oberstadt hin befindet sich der Schlossplatz mit der ehemaligen Hauptwache. In der Mitte der Rokoko-Schlossfassade ist eine Uhr, die von einer weißen Rokoko-Ornamentik eingerahmt ist. Links sind symbolhaft Sanduhr und Sense abgebildet, rechts der Gott der Zeit, Chronos. An der linken Seite des Schlosses ist der Eingang zur heute evangelisch genutzten Schlosskapelle.

## Nutzung

### Unterschiedliche Nutzungen

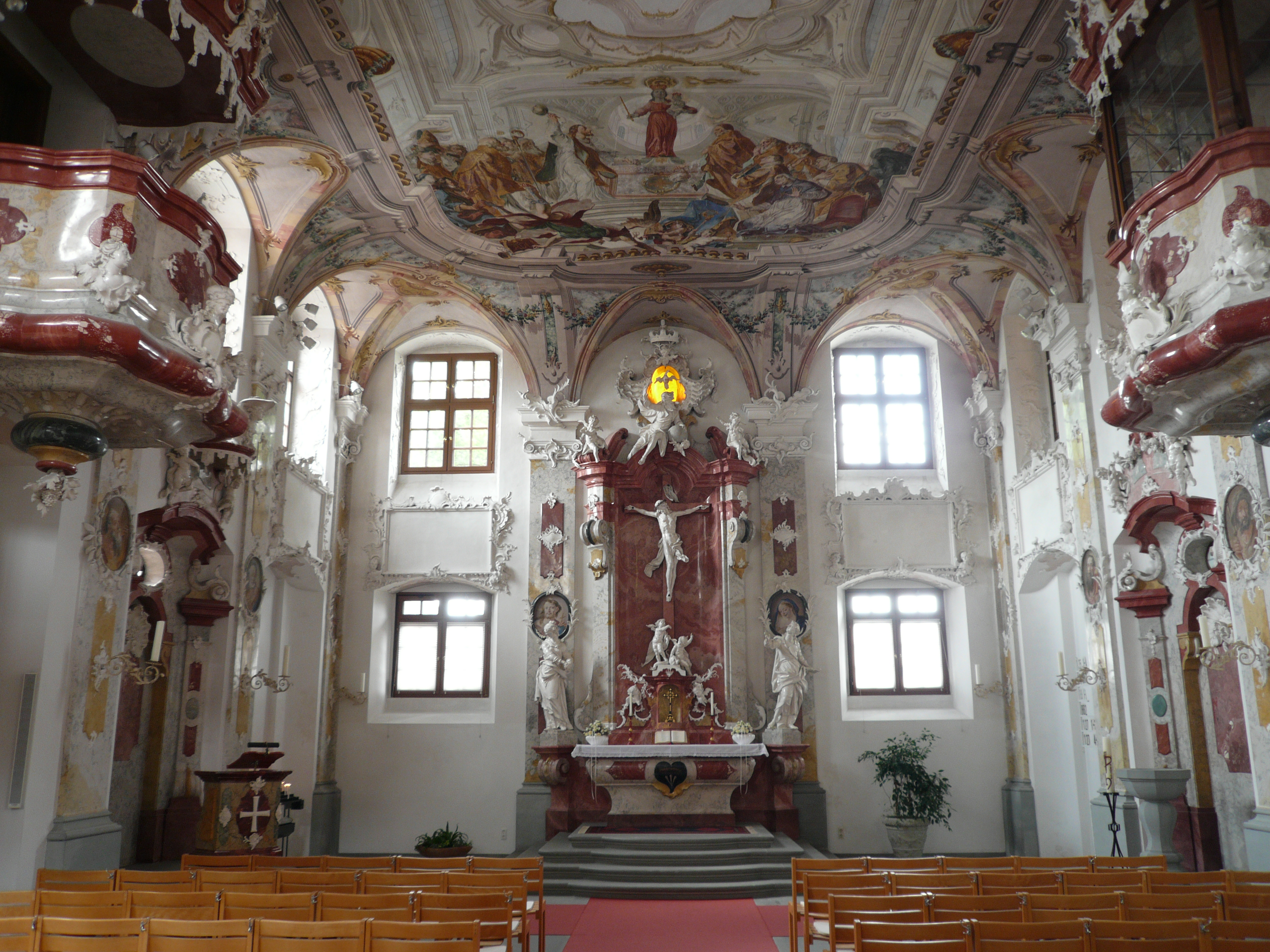
Die Schlosskapelle

Auf Grund der Säkularisation wurde das Schloss nur rund 50 Jahre von den Konstanzer Fürstbischöfen als Wohnung, Residenz und zur Präsentation genutzt, außerdem befand sich hier eine katholische Hochschule und das Priesterseminar. Das Schloss ging 1802/1803 an das Land Baden über. Im Jahr 1806 diente es französischen Truppen als Unterkunft, 1838 bis 1843 als Fräulein-Institut, 1838 als badisches Amtsgefängnis, 1863 als Seemannsschule von Christian Wraa und von 1865 bis 1937 als Badische Taubstummenanstalt, die aus Pforzheim zuzog.
Auf Grund der Einquartierung der Reichsfinanzschule in das Seminargebäude wurde die dortige Aufbaurealschule 1937 ins Neue Schloss verlegt. Die Badische Taubstummenanstalt musste 1937 weichen. Nachdem bereits seit Beginn der nationalsozialistischen Zeit etwa ein Drittel der Schüler als „schwachsinnig“ gebrandmarkt und der Schule verwiesen, weitere wegen des Erbgesundheitsgesetzes sterilisiert wurden, kam der Rest der Schüler 1937 in ihre Heimatorte zurück. Nach Renovierung der Gebäude nahm die ehemalige Benediktinerabtei in Gengenbach die „Staatliche Gehörlosenschule mit Heim“ von Januar 1939 bis 1944 auf. Die Gehörlosenschule Südbaden zog dann 1970/1971 nach Stegen bei Freiburg.
Von 1937 bis 1945 wurde im Neuen Schloss die „Bodenseeschule Meersburg“, Oberschule für Jungen in Aufbauform, also die frühere Aufbaurealschule, untergebracht. Von 1945 bis 1955 fanden im Neuen Schloss französische Truppen Unterkunft (siehe französische Besatzungszone).

### Museum Neues Schloss Meersburg

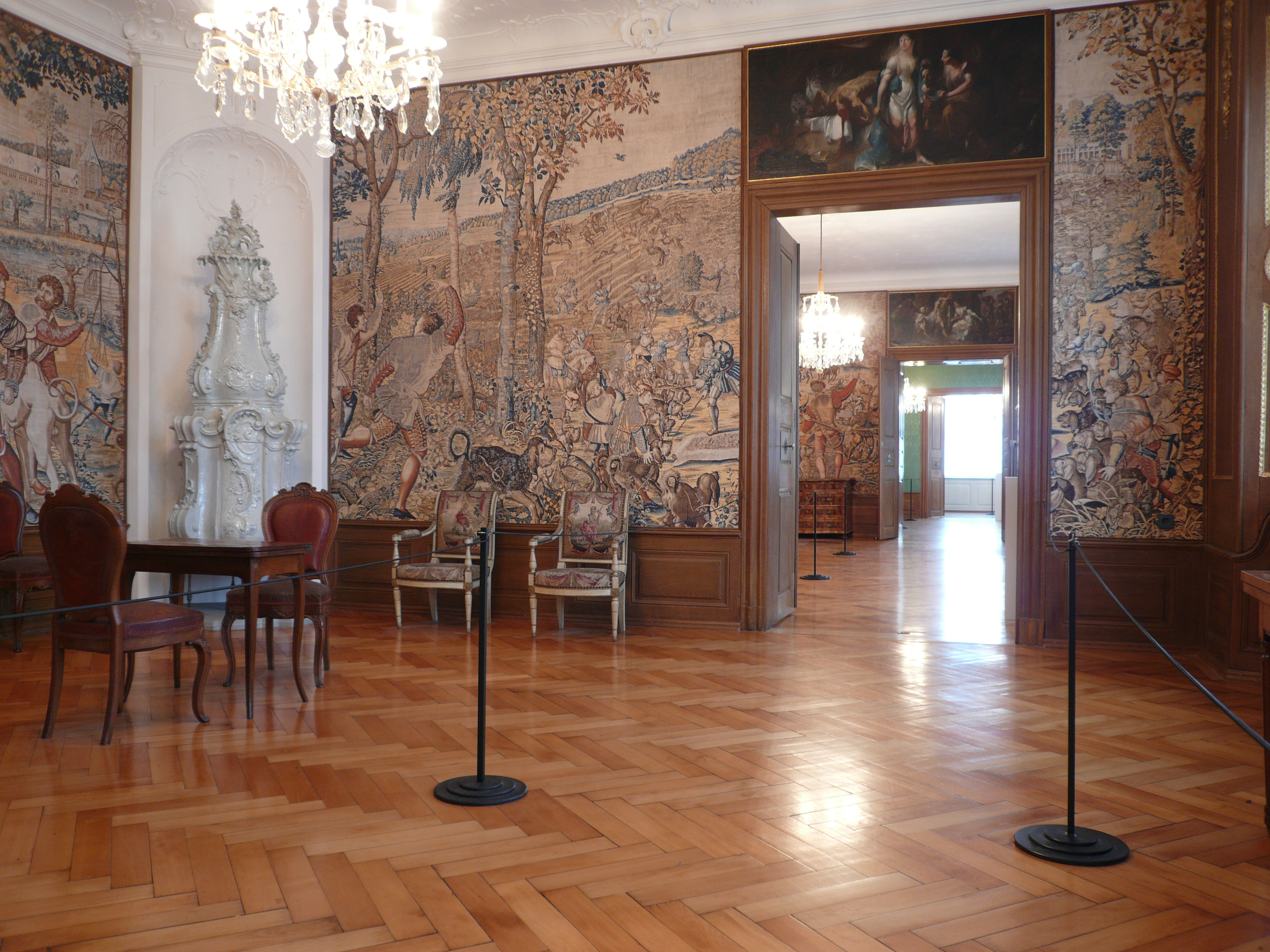
Im Neuen Schloss

Im Jahr 1955 übernahm das Land Baden-Württemberg das Neue Schloss Meersburg. Es wird von der Einrichtung Staatliche Schlösser und Gärten Baden-Württemberg betreut und ist als Museum für Besichtigungen geöffnet.
Im zweiten Obergeschoss befinden sich die ehemals fürstlichen Privat- und Repräsentationsräume. Gezeigt werden ferner Gebrauchsgegenstände zur Jagd und zur Musik, das „Fürstbischöfliche Naturalienkabinett“ und das Herrschaftsgebiet der Fürstbischöfe von Konstanz.

### Laufende Veranstaltungen
- Von Mai bis Weihnachten: Internationale Schlosskonzerte Meersburg